# Hannah Höch
Hannah Höch (født Anna Therese Johanne Höch) (født 1. november 1889 i Gotha, Thüringen, Tyskland, død 31. maj 1978 i Berlin) var en tysk dadaistisk kunstner.
I 1912 påbegyndte hun sine studier på Skolen for billedkunst i Berlin-Charlottenburg for i 1915 at lade sig indskrive i programmet for grafik og bogkunst på Berlin Kunstmuseum. Her mødte hun den østrigske kunstner Raoul Hausmann, der introducerer hende til dadaismeen samtidig med, at hun blev hans elskerinde. I 1916 begyndte hun at arbejde for Ullstein, hvor hun blev ansat som illustrator. Her havde hun nem adgang til forlagets magasiner, som hun senere brugte i sine fotomontager. Hun opgav sit job hos Ullman i 1926 og flyttede sammen med digtereren Til Brugman. I 1935 mødte hun imidlertid Heinz Kurt Matthies, hvem hun blev gift med i 1938 og i 1939 købte hun et lille hus i Heiligensee uden for Berlin. Hun blev i 1942 skilt fra Matthies.
Hannah Höch døde den 31. maj 1978 i Berlin.